# Ambrosi Hoffmann
Ambrosi Hoffmann (ur. 22 marca 1977 w Davos) – szwajcarski narciarz alpejczyk, brązowy medalista olimpijski i mistrz świata juniorów.

## Kariera
Pierwszy sukces w karierze Ambrosi Hoffmann osiągnął w 1996 roku, kiedy zdobył złoty medal w zjeździe podczas mistrzostw świata juniorów w Schwyz. Na tej samej imprezie zajął także dziewiąte miejsce w supergigancie oraz dziesiąte w slalomie. W tym samym roku rozpoczął starty w Pucharze Świata, najlepsze wyniki osiągając w konkurencjach szybkościowych. Zadebiutował 6 marca 1996 roku w Kvitfjell w zjeździe, został jednak zdyskwalifikowany. Pierwsze pucharowe punkty zdobył 29 grudnia 1996 roku w Bormio, gdzie w tej samej konkurencji zajął 23. miejsce. Na podium zawodów tego cyklu pierwszy raz stanął równo sześć lat od debiutu, 6 marca 2002 roku w Altenmarkt, gdzie był drugi w zjeździe. W zawodach tych rozdzielił na podium dwóch Austriaków: Stephana Eberhartera i Hannesa Trinkla. W kolejnych latach jeszcze pięciokrotnie plasował się w najlepszej trójce: 24 stycznia 2004 roku w Kitzbühel, 5 marca 2005 roku w Kvitfjell i 19 grudnia 2009 roku w Val Gardena zajmował trzecie miejsce w biegu zjazdowym, a 16 grudnia 2005 roku w Val Gardena i 23 stycznia 2009 roku w Kitzbühel był trzeci w supergigancie. Najlepsze wyniki osiągał w sezonie 2003/2004, kiedy był szesnasty w klasyfikacji generalnej oraz ósmy w klasyfikacji zjazdu. Był ponadto siódmy w klasyfikacji supergiganta w sezonie 2005/2006 oraz piąty w klasyfikacji kombinacji w sezonie 2002/2003.
W latach 2002–2011 reprezentował Szwajcarię na wszystkich dużych imprezach międzynarodowych. Najpierw wystąpił na igrzyskach olimpijskich w Salt Lake City, gdzie w swoim jedynym starcie, biegu zjazdowym, zajął ósme miejsce. Na rozgrywanych rok później mistrzostwach świata w Sankt Moritz był między innymi czwarty w supergigancie. Walkę o medal przegrał tam z Bode Millerem z USA o 0,04 sekundy. Bez medalu wrócił także z mistrzostw świata w Bormio w 2005 roku i mistrzostw świata w Åre dwa lata później. Jedyny medal wśród seniorów wywalczył podczas igrzysk olimpijskich w Turynie w 2006 roku, gdzie był trzeci w supergigancie. W zawodach tych wyprzedzili go jedynie Kjetil Andre Aamodt z Norwegii oraz Austriak Hermann Maier. Na mistrzostwach świata w Val d’Isère i igrzyskach w Vancouver plasował się poza najlepszą dziesiątką. Brał także udział w mistrzostwach świata w Garmisch-Partenkirchen w 2011 roku, zajmując dziesiąte miejsce w zjeździe. Pięciokrotnie zdobywał medale mistrzostw Szwajcarii, jednak nigdy nie zwyciężył. Trzy medale zdobył w zjeździe (brązowy w 1998 roku i srebrne w latach 2001–2002), a kolejne dwa w supergigancie (brązowy w 2007 roku oraz srebrny w 2008 roku). W 2012 roku zakończył karierę.

## Osiągnięcia

### Igrzyska olimpijskie
| Miejsce | Dzień     | Rok  | Miejscowość    | Konkurencja | Czas biegu  | Strata  | Zwycięzca           |
| ------- | --------- | ---- | -------------- | ----------- | ----------- | ------- | ------------------- |
| 8.      | 10 lutego | 2002 | Salt Lake City | Zjazd       | 1:39,13 min | +1,18 s | Fritz Strobl        |
| 17.     | 12 lutego | 2006 | Turyn          | Zjazd       | 1:48,80 min | +1,92 s | Antoine Dénériaz    |
| 3.      | 18 lutego | 2006 | Turyn          | Supergigant | 1:30,65 min | +0,33 s | Kjetil André Aamodt |
| 23.     | 15 lutego | 2010 | Whistler       | Zjazd       | 1:54,31 min | +1,73 s | Didier Défago       |

### Mistrzostwa świata
| Miejsce | Dzień       | Rok  | Miejscowość  | Konkurencja | Czas biegu  | Strata  | Zwycięzca          |
| ------- | ----------- | ---- | ------------ | ----------- | ----------- | ------- | ------------------ |
| 4.      | 2 lutego    | 2003 | Sankt Moritz | Supergigant | 1:38,80 min | +0,81 s | Stephan Eberharter |
| 7.      | 8 lutego    | 2003 | Sankt Moritz | Zjazd       | 1:43,54 min | +1,19 s | Michael Walchhofer |
| 20.     | 12 lutego   | 2003 | Sankt Moritz | Gigant      | 2:45,93 min | +1,67 s | Bode Miller        |
| 12.     | 29 stycznia | 2005 | Bormio       | Supergigant | 1:27,55 min | +1,93 s | Bode Miller        |
| 8.      | 5 lutego    | 2005 | Bormio       | Zjazd       | 1:56,22 min | +1,18 s | Bode Miller        |
| 5.      | 11 lutego   | 2007 | Åre          | Zjazd       | 1:44,68 min | +1,00 s | Aksel Lund Svindal |
| DNF     | 4 lutego    | 2009 | Val d’Isère  | Supergigant | 1:19,41 min | –       | Didier Cuche       |
| 17.     | 7 lutego    | 2009 | Val d’Isère  | Zjazd       | 2:07,01 min | +3,11 s | John Kucera        |
| 10.     | 12 lutego   | 2011 | Ga-Pa        | Zjazd       | 1:58,41 min | +2,07 s | Erik Guay          |

### Mistrzostwa świata juniorów
| Miejsce | Dzień     | Rok  | Miejscowość | Konkurencja | Czas biegu  | Strata  | Zwycięzca          |
| ------- | --------- | ---- | ----------- | ----------- | ----------- | ------- | ------------------ |
| 1.      | 27 lutego | 1996 | Schwyz      | Zjazd       | 1:31,08 min | –       | –                  |
| 9.      | 28 lutego | 1996 | Schwyz      | Supergigant | 1:26,76 min | +0,97 s | Didier Défago      |
| 10.     | 1 marca   | 1996 | Schwyz      | Gigant      | 2:03,09 min | +2,18 s | Rainer Schönfelder |

### Puchar Świata

#### Miejsca w klasyfikacji generalnej
- sezon 1996/1997: 126.
- sezon 1997/1998: 119.
- sezon 1998/1999: 73.
- sezon 2000/2001: 138.
- sezon 2001/2002: 24.
- sezon 2002/2003: 17.
- sezon 2003/2004: 16.
- sezon 2004/2005: 28.
- sezon 2005/2006: 26.
- sezon 2006/2007: 39.
- sezon 2007/2008: 29.
- sezon 2008/2009: 27.
- sezon 2009/2010: 57.

#### Miejsca na podium w zawodach
1. Altenmarkt – 6 marca 2002 (zjazd) – 2. miejsce
2. Kitzbühel – 24 stycznia 2004 (zjazd) – 3. miejsce
3. Kvitfjell – 5 marca 2005 (zjazd) – 3. miejsce
4. Val Gardena – 16 grudnia 2005 (supergigant) – 3. miejsce
5. Kitzbühel – 23 stycznia 2009 (supergigant) – 3. miejsce
6. Val Gardena – 19 grudnia 2009 (zjazd) – 3. miejsce